# Kurt Rey
Kurt Rey   (Suïssa, 10 de desembre de 1923 - valor desconegut) fou un futbolista suís de la dècada de 1940.

## Trajectòria
Fou un defensa suís que jugà al club SC Young Fellows Juventus. També jugà amb la selecció suïssa, amb la qual disputà el Mundial del Brasil 1950.